# Estanzuela
Estanzuela (diminutivo de Estancia) es una ciudad pequeña del departamento de Zacapa, en la zona Oriental de la República de Guatemala; originalmente era una hacienda de propiedad particular.
Celebra su fiesta patronal en honor a su santa patrona Santa Cecilia de Roma del 20 al 23 de noviembre.
El municipio cuenta con tres supermercados.
En junio de 2022 el municipio de Estanzuela, fue declarado primer pueblo pintoresco a nivel nacional.

## Toponimia
Este poblado fue fundado por el colonizador español Juan Navas en 1740, cuando descubrió que las tierras contaban con numerosa cantidad de pastos y agua para su ganado; Navas llamó a la región «la Estancia». Ya para 1769 aparecía como una hacienda en el Valle de Santa Cecilia.
Durante un tiempo fue conocida como «Estanzuelita», pero ya en la constitución del Estado de Guatemala de 1825 aparece como «Estanzuela».

## Demografía
La población de Estanzuela es 100% ladina .[cita requerida] aunque en estos últimos años esta cifra a disminuido debido a la migración de personas provenientes de otros municipios de Guatemala y de Centroamérica. 

## Geografía física
El municipio de Estanzuela se localiza en la latitud de: 14°59′55″ y longitud de 89°34'25", se encuentra a una altitud de 195 metros sobre el nivel del mar, a una distancia de 141 km de la Ciudad Capital y a 5 km de la cabecera departamental de Zacapa sobre la Ruta CA-10 que conduce hacia Esquipulas.

### Ubicación geográfica
Estanzuela está ubicada en el departamento de Zacapa y rodeado por municipios del mismo; sus colindancias son las siguientes:
- Norte: Río Hondo.
- Este: Zacapa.
- Sur: San Jorge (Zacapa)
- Oeste: Teculután y Huité.[3]

|                        | Norte: Río Hondo        |              |
| Oeste: Teculután Huité |                         | Este: Zacapa |
|                        | Sur: San Jorge (Zacapa) |              |

Sus límites carreteros son (en dirección a la ciudad capital) en el inicio del Puente del río Motagua sobre la ruta C-A 10 y (en dirección a la cabecera departamental) 200 m antes de la Lotificación Prados De Oriente sobre la Ruta C-A 10. Con Teculutan limita en el puente mármol y la carretera hacia La Reforma. Con Huite limita en el cerro donde está asentado la Aldea Tres Pinos. Con Zacapa limita por todo el Río Grande.

## Gobierno municipal
Los municipios se encuentran regulados en diversas leyes de la República, que establecen su forma de organización, lo relativo a la conformación de sus órganos administrativos y los tributos destinados para los mismos.  Aunque se trata de entidades autónomas, se encuentran sujetos a la legislación nacional y las principales leyes que los rigen desde 1985 son:
| N.º | Ley                                                | Descripción |
| --- | -------------------------------------------------- | --- |
| 1   | Constitución Política de la República de Guatemala | Tiene una regulación legal específica para los municipios en los artículos 253 al 262. |
| 2   | Ley Electoral y de Partidos Políticos              | Ley de carácter constitucional aplicable a los municipios en el tema de la conformación de sus autoridades electas. |
| 3   | Código Municipal                                   | Decreto 12-2002 del Congreso de la República de Guatemala. Tiene la categoría de ley ordinaria y contiene preceptos generales aplicables a todos los municipios, e inclusive contiene legislación referente a la creación de los municipios.             |
| 4   | Ley de Servicio Municipal                          | Decreto 1-87 del Congreso de la República de Guatemala. Regula las relaciones entra la municipalidad y los servidores públicos en materia laboral. Tiene su base constitucional en el artículo 262 de la constitución que ordena la emisión de la misma. |
| 5   | Ley General de Descentralización                   | Decreto 14-2002 del Congreso de la República de Guatemala. Regula el deber constitucional del Estado, y por ende del municipio, de promover y aplicar la descentralización y desconcentración económica y administrativa.                                |

El gobierno de los municipios está a cargo de un Concejo Municipal mientras que el código municipal —ley ordinaria que contiene disposiciones que se aplican a todos los municipios— establece que «el concejo municipal es el órgano colegiado superior de deliberación y de decisión de los asuntos municipales […] y tiene su sede en la circunscripción de la cabecera municipal»; el artículo 33 del mencionado código establece que «[le] corresponde con exclusividad al concejo municipal el ejercicio del gobierno del municipio».
El concejo municipal se integra con el alcalde, los síndicos y concejales, electos directamente por sufragio universal y secreto para un período de cuatro años, pudiendo ser reelectos.
Existen también las Alcaldías Auxiliares, los Comités Comunitarios de Desarrollo (COCODE), el Comité Municipal del Desarrollo (COMUDE), las asociaciones culturales y las comisiones de trabajo. Los alcaldes auxiliares son elegidos por las comunidades de acuerdo a sus principios y tradiciones, y se reúnen con el alcalde municipal el primer domingo de cada mes, mientras que los Comités Comunitarios de Desarrollo y el Comité Municipal de Desarrollo organizan y facilitan la participación de las comunidades priorizando necesidades y problemas.

### Escudo municipal
El Escudo de Estanzuela está formado por un circuito de colores naranja, amarillo y gris, en el centro tiene un dibujo de un mastodonte, un tuno y una vasija de barro, el cual fue elaborado por el Instituto de Fomento Municipal INFOM con sede en la ciudad de Guatemala, no habiendo obtenido ningún dato de la fecha de su elaboración.
Música Representativa del municipio 
La Estancia
Es una composición, dedicada por su Autor Minor Leonel Aguirre Mata, en la que se cuenta gran parte de como está conformado el municipio.

Letra de la Estancia
Allá por oriente de donde yo soy
Se encuentra mi pueblo con su tradición.
Muy viejo mi pueblo se siente ya
Con su prehistoria se hace sentir.

Son muchos sus hijos que ha visto nacer
Es mucha su gente que ha visto crecer.
Como la estancia primer nombre fue
Ahora Estanzuela te recordare (bis).

Mujeres hermosas de tan bello jardín
Manos laboriosas del bordado son.
Es tierra muy fértil mi pueblo natal
Con su agricultura a todos sus hombres los hace soñar.

Como la estancia primer nombre fue
Ahora Estanzuela te recordare (bis).

Son cuatro sus hijos que la ven llorar
Herencia de todos que la hacen cantar.
Chispan se le llama a su hija mayor
Tejiendo atarrayas coyo el pescador.

Su viejo patrono en San Nicolás
Su cerro muy grande y su agricultura la hacen brillar.

Con su requesón también su canal
Sus aguas le adornan a mi Guayabal.

Tres Pinos su nombre un gran soñador
Contempla su llano como hijo menor.

Como la estancia primer nombre fue
Ahora Estanzuela te recordare (bis).

## Historia
Durante la época colonial, Estanzuela estaba en el trayecto a lo largo del río Motagua que comunicaba a la Ciudad de Guatemala con la costa del Mar Caribe.  En 1740, durante uno de esos viajes, Juan Navas, de origen español, decidió descansar por unos días seleccionando en una llanura de la localidad; pacíficamente tomó tierras de ganaderos españoles y aunque su meta era ir más al oriente para contar con suficiente agua y mejores pastos para el ganado, se radicó en la localidad y estableció una pequeña granja, a la que llamó «La Estancia».

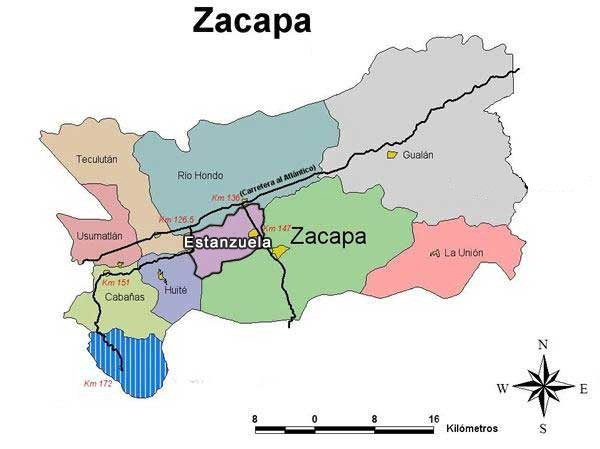
Mapa del Municipio de Estanzuela en el Departamento de Zacapa

### Tras la Independencia de Centroamérica
La constitución del Estado de Guatemala promulgada el 11 de octubre de 1825 —y no el 11 de abril de 1836, como numerosos historiadores han reportado incorrectamente — creó los distritos y sus circuitos correspondientes para la administración de justicia según el Código de Lívingston traducido al español por José Francisco Barrundia y Cepeda; el poblado de Estanzuela fue parte del circuito Zacapa en el Distrito N.º 4 (Chiquimula). Estei distrito también incluía a los poblados de Santa Lucía, San Pablo, Gualán, Izabal, Río Hondo, Trapiche, Uzumatán y Teculután.
Según Acuerdo Gubernativo del 12 de agosto de 1886 del gobierno del general Manuel Lisandro Barillas se autorizó a la Municipalidad para enajenar los sitios donde se encontraban las casas de la población con el propósito de reducir la propiedad particular y que pasaran a propiedad directa de cada dueño.

## Religión

### Templos católicos
En la cabecera municipal se encuentran los templos de Santa Cecilia y El Calvario, la capilla de Fátima a orillas de la carretera,la capilla san mateo en el barrio las canchitas y una iglesia en cada aldea ( Chispan, El Guayabal, San Nicolás y Tres Pinos). Además cuenta con un centro apostólico llamado San Cayetano que posee instalaciones para la realización de retiros así como para diversas actividades de la diócesis tiene capacidad para albergar aproximadamente unas 500 personas.
La construcción de la Iglesia Santa Cecilia inició el 10 de marzo de 1968 y finalizó el 30 de mayo de 1969, gracias a la decisión del Padre Juan Rizzi y la colaboración del los integrantes del Comité Pro-mejoramiento.

### Iglesias protestantes
Las iglesia protestantes de la localidad son: Restauración, Amigos I y II, Príncipe de Paz, El Calvario, Jerusalén, Camino Bíblico, Evangelio Completo, Adventista, Apostólica, Casa de Dios, Maranhata, La Profecía y Dios es Fiel.  La primera iglesia protestante en la región fue Iglesia Amigos, construida en 1954, luego del derrocamiento del gobierno del coronel Jacobo Arbenz Guzmán.

## Deporte
El municipio cuenta con el equipo federado «Club Juvenil Estanzuela» que participa activamente en la Liga de Tercera División de Guatemala.
Cuenta con una academia de fútbol donde el dirigente Salvador Guzmán «Chava» logró que uno de sus alumnos ganara una beca en Catar para continuar con su preparación con el apoyo del FC Barcelona.